# Servio Sulpicio Camerino Cornuto (console 461 a.C.)
Servio Sulpicio Camerino Cornuto, in latino Servius Sulpicius Camerinus Cornutus (fl. V secolo a.C.), è stato un politico e militare romano del V secolo a.C.

## Biografia
Servio Sulpicio era un personaggio della prima Repubblica romana; apparteneva alla famiglia Camerino della nobile gens Sulpicia, un'antica gens patrizia dell'antica Roma. Era il figlio di Quinto Sulpicio Camerino Cornuto, console nel 490 a.C., il padre (o il nonno) di Quinto Sulpicio Camerino Cornuto, tribuno consolare nel 402 a.C. e nel 398 a.C.  Il suo praenomen non ci è stato tramandato con certezza, secondo Tito Livio era Publio, non Servio.
Nel 461 a.C. venne eletto console insieme a Publio Volumnio Amintino Gallo, in un periodo di gravi tensioni politiche tra i tribuni della plebe, che si battevano in favore della lex Terentilia e i patrizi, conservatori, che si opponevano a qualsiasi limitazione del potere dei consoli. Dionigi annota come, durante il consolato, i tribuni della plebe avessero proposto una legge per l'elezione di un comitato di dieci saggi che redigessero le leggi dello Stato, e che queste fossero affisse al Foro Romano, proposta fortemente osteggiata dai Patrizi.
Giunto l'annuncio dagli Ernici che gli Equi ed i Volsci, nemici tradizionali che Roma aveva sconfitto l'anno prima, si stavano riorganizzando presso Anzio, venne indetta una leva militare, sospendendo la discussione legislativa. Convinti che si trattasse di un espediente per mettere nuovamente a tacere la discussione sulla lex Terentilia, i tribuni osteggiarono la leva, anche attraverso l'uso della forza; analogamente, quando i tribuni invitavano il popolo a votare nelle assemblee il loro disegno di legge, i patrizi impedivano il voto, e scoppiavano così delle risse. Questa paralisi politica durò tutto l'anno.
Durante il suo consolato ebbe luogo anche il processo politico a Cesone Quinzio, il figlio di Cincinnato, conclusosi col suo esilio e il ritiro del padre, costretto a vendere i beni di famiglia per pagare la cauzione dopo l'allontanamento del figlio, in un piccolo podere al di là del Tevere.
Nel 454 a.C., insieme a Spurio Postumio Albo e Aulo Manlio Vulsone, fece parte di una delegazione inviata ad Atene e in Magna Grecia, col compito di trascrivere le leggi di Solone e di esaminare la legislazione locale per recepire le norme che meglio si adattavano allo stile di vita romano. Tornati a Roma nel 452 a.C., nel 451 a.C. fece parte del primo gruppo di decemviri, i decemviri legibus scribundis, partecipando alla stesura iniziale della normativa, un codice di leggi scritto in dieci tavole approvato dai comitia centuriata e che il successivo collegio di decemviri completò, emanando la Lex Duodecim Tabularum.
Nel 449 a.C. il nome di Servio Sulpicio Camerino (Cornuto) compare, insieme a quelli di Gaio Giulio Iullo e Spurio Tarpeio Montano Capitolino tra i negoziatori inviati dal senato al Monte Vecilio, ove le truppe si andavano sollevando contro il potere dei decemviri, e nel 446 a.C. al comando della cavalleria, come legatus dei consoli Tito Quinzio Capitolino Barbato e Agrippa Furio Medullino Fuso nella guerra contro i Volsci.

### Fonti primarie
- Diodoro Siculo, Storia universale
- Dionigi di Alicarnasso, Antichità romane
- Tito Livio, Ab Urbe condita libri

### Fonti secondarie
(EN) William Smith (a cura di), Dictionary of Greek and Roman Biography and Mythology, 1870.